# Dicranomyia (Dicranomyia) subflavida
Dicranomyia (Dicranomyia) subflavida is een tweevleugelige uit de familie steltmuggen (Limoniidae). De soort komt voor in het Neotropisch gebied.